# Banda nord-oest de la Nació Xoixon
La Banda nord-oest de la Nació Xoixon és una tribu reconeguda federalment dels xoixons situada al cantó de Box Elder (Utah). També és coneguda com la Banda nord-oest dels Indis Xoixons.

## Reserva
La reserva de la tribu, la reserva Washakie, situada a la vora de la frontera Utah-Idaho, té una extensió de 189 acres.

## Govern
La seu de la tribu es troba a Brigham City, però també té una oficina tribal a Pocatello (Idaho). La tribu és regida per un consell tribal de set membres escollits democràticament. El cap tribal actual és Jason S. Walker.
La Banda nord-oest de la Nació Xoixon ratificà llur constitució l'agost de 1987.

## Desenvolupament econòmic
El 2008 la Banda Nord-oest va començar la construcció d'una planta geotèrmica de 100 megawatts a prop de Honeyville (Utah), prop de la frontera entre Utah i Idaho.

## Idioma
Tradicionalment la Banda nord-oest de la Nació Xoixon parla el dialecte septentrional de la llengua xoixon, que s'escriu en alfabet llatí.